# Ermete Zacconi
Ermete Zacconi (Montecchio Emilia, 1857 - Viareggio, 1948) fou un actor italià. Fou una de les figures més destacades del teatre d'aquest país. Representà Ibsen per primera vegada en una memorable actuació que el consagrà definitivament. Fou primer actor de diverses companyies i en algunes ocasions treballà amb Eleonora Duse. A Barcelona, actuà al Teatre Íntim i al Novetats amb obres de Tolstoi, Strindberg, Hauptmann, Maeterlinck, Ibsen i altres autors clàssics.